# Gedichte (Trakl)

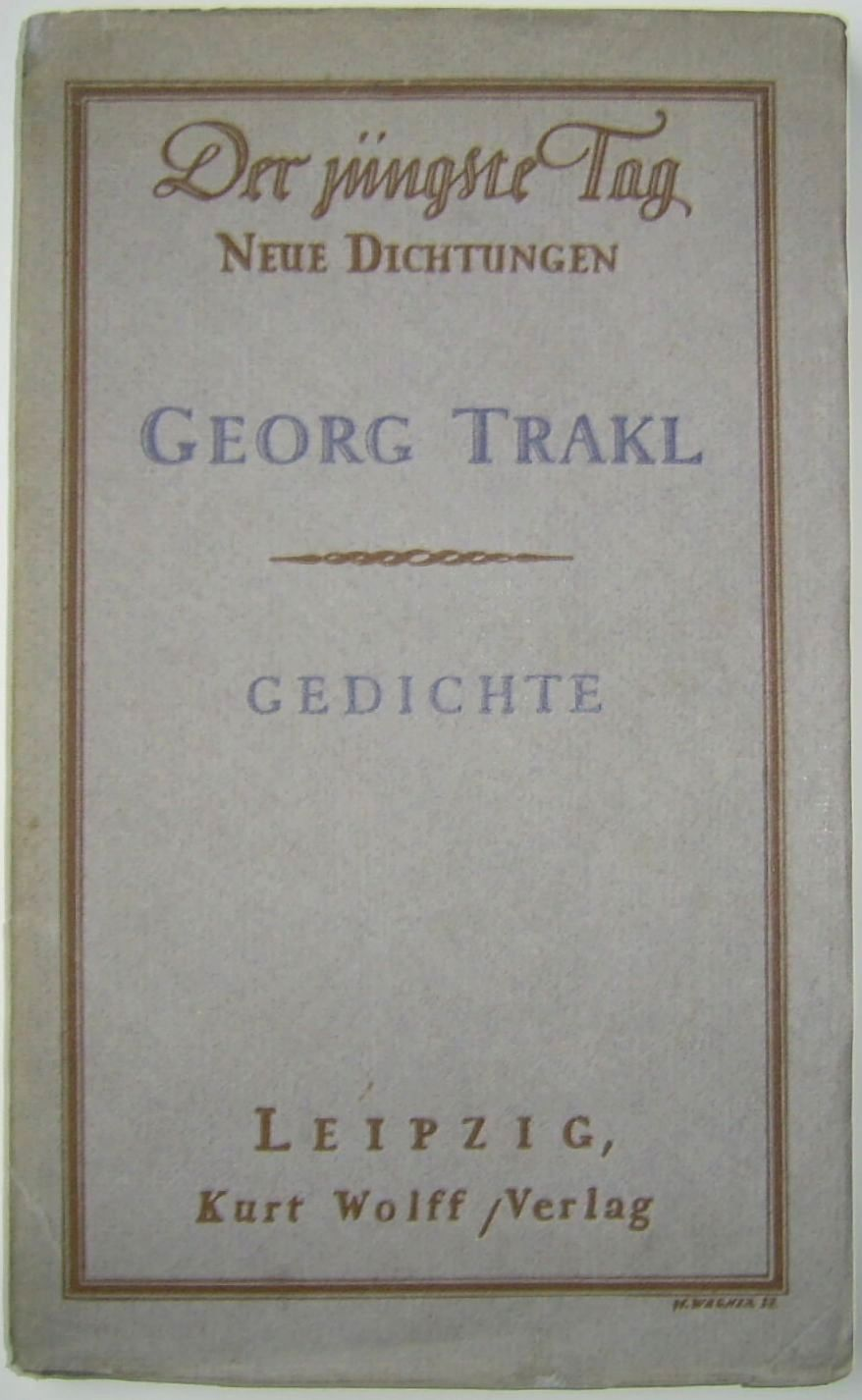
Buchdeckel der Erstausgabe 1913

Gedichte ist der Buchtitel einer Sammlung lyrischer Werke des österreichischen expressionistischen und symbolistischen Dichters Georg Trakl. Sie erschien im Juli 1913 im K. Wolff Verlag als Teil der Buchreihe Der jüngste Tag (Band 7/8).
Zu den bekanntesten Werken dieses Bandes gehören unter anderem Die schöne Stadt,  An den Knaben Elis, Der Gewitterabend, Im Winter, De profundis, Vorstadt im Föhn, In den Nachmittag geflüstert und Verfall.

## Editionsgeschichte
Als Reaktion auf die von Trakl veröffentlichten Gedichte in der Literaturzeitschrift Der Brenner schrieb Kurt Wolff am 1. April 1913 an Trakl: „Ich habe ihre Gedichte im renner mit großem Interesse gelesen und möchte mir die Anfrage erlauben, ob Sie geneigt wären, mir eine Zusammenstellung ihrer Gedichte, die Sie für eine Publikation geeignet halten, einzusenden.“ Im selben Monat noch sandte Trakl die verlangte Auswahl an den K. Wolff Verlag. Im Juli 1913 erschien schließlich die Sammlung, welche noch während des Druckes mit Umstellungen und Korrekturen versehen wurde, im Wolff Verlag. Trakl unterzeichnete hierzu einen Vertrag, in welchem dem K. Wolff Verlag sämtliche Vorkaufsrechte zu Trakls Publikationen der nächsten fünf Jahre zugesprochen wurden.
Es ist die einzige zu Lebzeiten veröffentlichte Ausgabe von Trakls Gedichten in Buchform. Ein Großteil erschien zuvor in der Zeitschrift Der Brenner. Die Gedichte Traum des Bösen und Menschliches Elend hat Trakl nach dem Erscheinen der Sammlung noch überarbeitet.
Zwei zuvor erschienene Texte wurden aus Georg Trakls 1909 zusammengestellten sogenannten Sammlung 1909, die jedoch keinen Verleger fand, übernommen und umgetitelt: Verfall (ursprünglich Herbst) und Musik im Mirabell (ursprünglich Farbiger Herbst).
Eine zweite unautorisierte Auflage der Gedichte folgte 1917 der Erstausgabe bis auf kleinere Änderungen und Druckfehler und fügt ein Inhaltsverzeichnis der 1. Auflage von 1913 hinzu.
Im März 1914 kündigte Georg Trakl einen zweiten Band betitelt mit Sebastian im Traum an, welcher 1915 postum nach Vertrag ebenfalls im K. Wolff Verlag erschien.

## Interpretationsansätze
Diese Sammlung verdeutlicht die poetische Technik Georg Trakls. Es finden sich Gegensätze wie positive utopisch-sinnliche Bilder sowie Bilder einer abstoßenden Realität. Neben diesem findet sich noch ein unübersehbarer Traumcharakterstil, welcher bildend hervortritt. Dies zeigt sich klar in den ersten drei Zeilen der zweiten Fassung des Gedichtes Psalm:
Es ist ein Licht, das der Wind ausgelöscht hat.

Es ist ein Heidekrug, den am Nachmittag ein Betrunkener verläßt.

Es ist ein Weinberg, verbrannt und schwarz mit Löchern voll Spinnen.

## Übersicht der Gedichte
- Die Raben
- Die junge Magd
- Romanze zur Nacht
- Im roten Laubwerk voll Guitarren ...
- Musik im Mirabell
- Melancholie des Abends
- Winterdämmerung
- Rondel
- Frauensegen
- Die schöne Stadt
- In einem verlassenen Zimmer
- An den Knaben Elis
- Der Gewitterabend
- Abendmuse
- Traum des Bösen
- Geistliches Lied
- Im Herbst
- Zu Abend mein Herz
- Die Bauern
- Allerseelen
- Melancholie
- Seele des Lebens
- Verklärter Herbst
- Winkel am Wald
- Im Winter
- In ein altes Stammbuch
- Verwandlung
- Kleines Konzert
- Menschheit
- Der Spaziergang
- De profundis
- Trompeten
- Dämmerung
- Heiterer Frühling
- Vorstadt im Föhn
- Die Ratten
- Trübsinn
- In den Nachmittag geflüstert
- Psalm
- Rosenkranzlieder
- Verfall
- In der Heimat
- Ein Herbstabend
- Menschliches Elend
- Im Dorf
- Abendlied
- Drei Blicke in einen Opal
- Nachtlied
- Helian